# François Mouret
François Mouret est un universitaire français, professeur de littérature générale et comparée, directeur de l'UFR Arts, Lettres et Communication, puis président de l'université Rennes 2.

## Biographie

### Formation et enseignement
Après une thèse sur les traducteurs anglais de Pétrarque soutenue à l'université de Paris III en 1969, il enseigne pendant 8 ans à l'université de Manchester puis à l'Université de Liverpool jusqu'en 1973. Il est nommé enseignant chercheur à l'université Rennes 2 en 1974, et acquiert le statut de maître de conférences en 1991.
Il devient le responsable des comparatistes à l'université. Il est élu directeur du département de Lettres de 1997 à 1999, puis la même année directeur de l'UFR. Il est aussi membre élu du CEVU.

### Présidence de l'université Rennes 2
Il est élu président de l'université Rennes 2 le 1er mars 2001, et le reste jusqu'au 13 janvier 2006,.
Avec Bertrand Fortin, alors président de l'université Rennes 1, il œuvre pour le rapprochement des 2 universités de la ville de Rennes, notamment par la création en 2002 de l'« europôle universitaire de Rennes », structure de coopération universitaire qui deviendra par en 2007 l'université européenne de Bretagne. Il est président de cette structure de 2002 à 2005 et travaille alors sur la mise en place de l'« Université numérique de Bretagne », un réseau informatique reliant les universités et grandes écoles de la région.
Plusieurs chaires universitaires sont ouvertes sous sa présidence, comme la « Chaire des Amériques » inaugurée en 2004 ou une « Chaire européenne Jean Monnet » inaugurée en 2005.
En 2006, son premier-vice-président, Marc Gontard, lui succède à la tête de l'université Rennes 2.